# ラシャンプ地磁気エクスカーション
ラシャンプ地磁気エクスカーション（ラシャンプちじきエクスカーション）は、約4万年前に発生した地磁気エクスカーション。フランスの中央高地の溶岩流に見られる磁気異常から発見され、1960年代に命名された。既知の地磁気エクスカーションのうちでは最初に知られたものであり、また最も研究が進んだものでもある。

## 背景と影響
その発見以降、世界各地の地質アーカイブにおいて地磁気エクスカーションは実証されてきた。地球磁場は逆転した状態を約440年保ち続けたが、地磁気の遷移は約250年継続した。遷移に際して地球磁場は現在の強さの最小5%まで減衰し、完全に逆転した際には約25%であった。この磁場の強度の減衰はより多くの宇宙線が地球に到達することを許し、ベリリウム10や炭素14の増大、大気中オゾンの減少、大気循環の変化をもたらした。
地磁気シールドの喪失はオーストラリアの大型動物相とネアンデルタール人の絶滅、洞窟壁画の登場に寄与したと主張されている。しかし、ラシャンプ地磁気エクスカーションと多くの大型動物のボトルネック効果との間に因果関係が存在した補強的証拠は無く、世界規模の環境変化へのラシャンプ地磁気エクスカーションの真の影響については強い疑念もある。
ラシャンプ地磁気エクスカーションは、約4万2000年前に発生したことから、42という数字をSF小説『銀河ヒッチハイク・ガイド』において生命、宇宙、そして万物についての究極の疑問の答えとして扱った作家ダグラス・アダムズにちなみ Adams Event や Adams Transitional Geomagnetic Event と呼称されることもある。

## 研究
ラシャンプ地磁気エクスカーションの年代を特定する試みは様々な手法で行われてきた。命名の由来となったLaschampおよびOlbyでは、6のカリウム-アルゴン法と13のアルゴン-アルゴン法により、平均して約4万400年前（誤差±1100年）という年代が得られている。約4万年前のエクスカーションの証拠は、アイスランドの溶岩、北極海・イオニア海・大西洋・インド洋などの海底堆積物、リサン湖の湖底堆積物などから得られている。
オーストラリアの研究チームは2019年にニュージーランドで発見されたナギモドキ属の木を分析し、放射性炭素年代測定により当該の木が約4万2500年前 - 約4万1000年前から生きていることを明らかにした。当該の年代はラシャンプ地磁気エクスカーションの時期にあたる。